# 293
293 (CCXCIII) var ett normalår som började en söndag i den julianska kalendern.

## Händelser

### Mars
- 1 mars – Diocletianus och Maximianus utnämner Constantius Chlorus och Galerius till caesarer. Detta anses vara inledningen på tetrarkin.

### Okänt datum
- Constantius Chlorus återupprättar den norra Rhengränsen efter att ha besegrat frankerna. Frankerna fortsätter att leva i norr, eftersom den romerska befolkningen har flytt.
- Allectus tar makten i Gallien efter att ha mördat Carausius.
- Probus efterträder Rufinus I som patriark av Konstantinopel.
- Bahram III efterträder Bahram II som shah av Persien, vilken dock snart efterträds av Narseh.
- Tuoba Fu efterträder Tuoba Chuo som hövding av den kinesiska tuobastammen.

## Avlidna
- Carausius, usurpator i norra Gallien och Britannien
- Tuoba Chuo, hövding över den kinesiska tuobastammen